# Isla Dream
La isla Dream es un isla de la Antártida situada a 64°44′S 64°14′O / -64.733, -64.233 a 1 milla al sudeste del cabo Mónaco, en la costa sudoeste de la isla Anvers en el archipiélago Palmer.
La isla Dream fue explorada por la Unidad Naval Hidrográfica de Supervisión Británica en 1956-1957. Fue nombrada por el Comité de Topónimos Antárticos del Reino Unido (UK-APC) porque entre sus rasgos naturales están una cueva y, en el verano, una pequeña cascada, con musgo y zonas de hierba.

## Reclamaciones territoriales
Argentina incluye a la isla en el departamento Antártida Argentina dentro de la provincia de Tierra del Fuego, Antártida e Islas del Atlántico Sur; para Chile forma parte de la comuna Antártica de la provincia Antártica Chilena dentro de la Región de Magallanes y de la Antártica Chilena; y para el Reino Unido integra el Territorio Antártico Británico. Las tres reclamaciones están sujetas a los términos del Tratado Antártico.
Nomenclatura de los países reclamantes: 
- Argentina: ?
- Chile: ?
- Reino Unido: Dream Island